# Dezāvar
Dezāvar (persiska: دزاور, Dabjūr) är en ort i Iran.   Den ligger i provinsen Kermanshah, i den nordvästra delen av landet, 500 km väster om huvudstaden Teheran. Dezāvar ligger 1 646 meter över havet och antalet invånare är 200.
Terrängen runt Dezāvar är bergig österut, men västerut är den kuperad. Runt Dezāvar är det ganska glesbefolkat, med 34 invånare per kvadratkilometer. Närmaste större samhälle är Nowsūd, 3,8 km söder om Dezāvar. Trakten runt Dezāvar består i huvudsak av gräsmarker.